# Rheumaptera excultata
Rheumaptera excultata là một loài bướm đêm trong họ Geometridae.